# A Dama de Orleans
A Dama de Orleans (Orleanskaja deva) é uma ópera em 4 atos, 6 cenas, de Pyotr Tchaikovsky. Foi composta entre 1878–1879 com libreto do compositor, baseda na Obra de Friedrich von Schiller The Maid of Orleans e estreou no Teatro Mariinski em São Petersburgo em 25 de fevereiro de 1881.
A ópera foi dedicada ao maestro Eduard Nápravník.
| Papel | Voz                      | Estreia 25 de fevereiro, 1881 (Maestro: Eduard Nápravník) |
| --- | ------------------------ | --------------------------------------------------------- |
| King Charles VII | tenor                    | Mikhail Vasilyev                                          |
| Arcebispo | bass                     | Vladimir Mayboroda                                        |
| Dunois, cavaleiro francês | barítono                 | Fyodor Stravinsky                                         |
| Lionel, cavaleiro borgonhês | baritone                 | Ippolit Pryanishnikov                                     |
| Thibaut d'Arc, pai de Joana | bass                     | Mikhail Koryakin                                          |
| Raymond, noivo de Joana | tenor                    | Sokolov                                                   |
| Bertrand, camponês | baixo                    |                                                           |
| Soldado | baixo                    |                                                           |
| Joana de Arc | soprano ou mezzo-soprano | Mariya Kamenskaya                                         |
| Agnès Sorel | soprano                  | Wilhelmina Raab                                           |
| Anjo, voz solo no coro dos anjos | soprano                  |                                                           |
| Coro, papéis sem voz: cortesãos e senhoras, soldados franceses e ingleses, cavaleiros, monges, ciganos, pagens, palhaços, anões, menestréis, carrascos |                          |                                                           |

## Gravações Selecionadas
- 197?, Gennady Rozhdestvensky (Maestro), Orquestra Sinfônica da Rádio de Moscovo e Coro, Irina Arkhipova (Joana), Vladimir Makhov (Rei Charles), Klavdiya Radchenko (Agnes Sorel), Vladimir Valaitis (Dunois), Sergey Yavkovchenko (Lionel), Lev Vernigora, (Archbishop), Andrey Sokolov (Raymond), Viktor Selivanov (Bertrand), Vartan Makelian (Soldado), Yevgeny Vladimirov (Thibaut) [HMV ASD 2879-82]
- 1993, Aleksandr Lazarev, Bolshoy Theatre Orchestra and Chorus, Nina Rautio (Joana), Oleg Kulko (Rei Charles), Mariya Gavrilova (Agnes Sorel), Mikhail Krutikov (Dunois), Vladimir Redkin (Lionel), Archbishop - Gleb Nikolsky (Archbishop), Raymond - Arkady Mishenkin (Raymond), Bertrand - Maksim Mikhaylov II (Bertrand), Soldier - Anatoly Babikin (Soldier), Angel - Zoya Smolyanikova (Angel), Thibaut - Vyacheslav Pochapsky (Thibaut)
- 1946, Boris Khaikin, Kirow Theatre Orchestra and Chorus